# Amhara nigrescens
Amhara nigrescens is een hooiwagen uit de familie Assamiidae. De wetenschappelijke naam van Amhara nigrescens gaat terug op Roewer.